# Weston-super-Mare
Weston-super-Mare este un oraș în comitatul Somerset, regiunea South West, Anglia. Orașul se află în districtul North Somerset a cărui reședință este. 
În orașul Weston-Super-Mare în anul 1945, la 14 aprilie s-a născut marele chitarist Ritchie Blackmore, care a stat la baza fondării hard-rock-ului și fondatorul trupelor Deep Purple,  Rainbow și Blackmore's Night, tot Ritchie Blackmore este autorul celui mai cunoscut riff din istoria muzicii rock Smoke on the Water (1971).